# یواس‌اس اسوالو (ای‌ام‌اس-۳۶)
یواس‌اس اسوالو (ای‌ام‌اس-۳۶) (به انگلیسی: USS Swallow (AMS-36)) یک کشتی بود که طول آن ۱۳۶ فوت (۴۱٫۵ متر) بود. این کشتی در سال ۱۹۴۴ ساخته شد.